# Tony Lamberti
Tony Lamberti é um engenheiro de som norte-americano. Como reconhecimento, foi nomeado ao Oscar 2010 na categoria de Melhor Mixagem de Som por Inglorious Basterds.